# Luca Spirito
Luca Spirito (Savona, 30 de outubro de 1993) é um jogador de voleibol italiano que atua na posição de levantador. 

## Carreira

### Clube
Spirito começou a jogar voleibol aos 13 anos de idade. Começou a jogar profissionalmente pelo Club Italia por duas temporadas, nas Séries B1 e B2 do campeonato italiano. Fez sua estreia na primeira divisão italiana na temporada 2014–15 após ser contratado pelo Pallavolo Molfetta. Para a temporada seguinte, representou as cores do clube italiano Calzedonia Verona, onde conquistou o título da Taça Challenge de 2015–16 ao derrotar o russo Fakel Novy Urengoy na final por 3 sets a 2.
Voltou para o clube de Verona após jogar a temporada 2016–17 por empréstimo no Bunge Ravenna.

### Vôlei de praia
Em 2013, formou dupla com Davide Benzi e conquistaram o título da Summer Cup em Albissola Marina e em 2014 também obtiveram o título em Albissola Marina.

### Seleção
Estreou na seleção adulta italiana pelo Campeonato Europeu de 2017. No mesmo ano conquistou o vice-campeonato da Copa dos Campeões.

## Títulos
Verona Volley
- Taça Challenge: 2015–16

## Clubes
| Anos      | Clube              |
| --------- | ------------------ |
| 2009–2011 | Club Italia        |
| 2011–2012 | Albisola Pallavolo |
| 2012–2013 | Pallavolo Genova   |
| 2013–2014 | Cassa Rurale Cantù |
| 2014–2015 | Pallavolo Molfetta |
| 2015–2016 | Calzedonia Verona  |
| 2016–2017 | Bunge Ravenna      |
| 2017–     | Rana Verona Volley |